# Краен потребител
Крайният потребител се определя като лицето, използващо даден продукт.
Източникът на термина краен потребител е в икономиката и търговията. Освен това се използва широко в областта на компютърния софтуер и комуникационните мрежи (виж тук).

## Разграничаване между потребител и клиент
Клиентът е човекът, който действително използва продукта, независимо кой е този, който го е купил. Има случаи, когато покупката на определен продукт се извършва от един човек, но се използва от друг. Например: Когато родителите купуват бебешки дрехи за своето бебе, в крайна сметка те купуват дрехите. Служителите в предприятието са крайни потребители на компютрите и комуникационната мрежа на организацията.

## Правни аспекти
В договорите терминът краен потребител се е превърнал в правна структура, която се отнася за лице, което не е доставчик или продавач. По този начин тази дефиниция определя магазина, в който бебешките дрехи са закупени като „некрайни потребители“, докато родителите са „крайни потребители“ (тъй като не доставят и не продават бебешки дрехи). Правната структура обикновено се появява в лицензионни споразумения за крайни потребители, известни като EULA.